# Per-Ramszesz
Per-Ramszesz (Per-Ramszesz Aa-nahtu, azaz „A győzedelmes Ramszesz palotája”) ókori egyiptomi város Alsó-Egyiptomban; építtetője, II. Ramszesz uralkodása idején Egyiptom fővárosa. Fénykorában valószínűleg több mint százezer ember lakta, ezzel az akkori világ legnagyobb városának számított.

## Története
Ramszesz nem sokkal apja, I. Széthi halála után kezdett új fővárost építtetni északon, a Nílus-deltában, körülbelül 750 kilométerre Thébától és mintegy 100 km-re a mai Kairótól. A város azon a helyen épült, ahol évszázadokkal korábban, Egyiptom hükszósz megszállása idején a hükszósz főváros, Avarisz állt; a hely Széthi uralkodása alatt a királyi család nyári palotájaként szolgált, lehetséges, hogy a családból elsőként az ő apja, I. Ramszesz építkezett itt még trónra kerülése előtt. Ramszesz ezen a környéken nőhetett fel, ez is szerepet játszhatott a hely kiválasztásában, de valószínűleg fontosabb ok volt az, hogy így közelebb került az ázsiai vazallus államokhoz és az ellenséges Hettita Birodalomhoz. Így könnyebben elérték a fáraót a hírszerzők és a hadsereg nagy része is gyorsan mozgósítható volt.
Per-Ramszesz jóval Ramszesz halála után is lakott maradt. Korábban úgy vélték, az vezetett a város elhagyásához, hogy Egyiptom külföldi befolyása a XX. dinasztia idején csökkent, és Per-Ramszesz elvesztette stratégiai jelentőségét, de már tudni, hogy a Nílusnak az az ága, amelyikre a város épült, i. e. 1060 körül iszaposodásnak indult, ami használhatatlanná tette a város kikötőjét és Per-Ramszesz víz nélkül maradt. A folyó végül új ágat alakított ki magának, melyet ma taniszi ágnak nevezünk. Kb. i. e. 1130 körül Per-Ramszeszt már nem használták királyi rezidenciaként.
A XXI. dinasztia fáraója, a Ramszesz után kb. 150 évvel uralkodott Szmendész szülővárosát, a Per-Ramszesztől északnyugatra fekvő Taniszt tette meg fővárossá. Per-Ramszesz kőépületeinek köveit elhordták a taniszi építkezésekre, templomai köveit XXI. dinasztiabeli templomokhoz használták fel újra. Vályogépületei elpusztultak, olyannyira, hogy a régészek sokáig vitáztak a város pontos helyéről. A Taniszba hordott ramesszida építőkövek, obeliszkek, szfinxek és más emlékművek miatt a régészek egy időben tévesen Taniszt azonosították Per-Ramszeszként. Az obeliszkeket és szobrokat – melyek közül a legnagyobb 200 tonnánál is többet nyomott – egy darabban szállították el, míg a nagyobb épületeket darabokra szedték és Taniszban összeállították. A kevésbé jelentős épületek kövét új épületek építéséhez használták fel.

## Feltárása
Amikor Pierre Montet az 1930-as években felfedezte Tanisz romjait, eleinte úgy vélték, Per-Ramszeszt találták meg, de később rájöttek, hogy az itt talált ramesszida feliratos műemlékek eredetileg nem innen származnak. Az 1960-as években Manfred Bietak, aki felismerte, hogy a város a Nílusnak az ókorban legkeletibb ága mentén feküdt, feltérképezte a deltabeli ókori folyóágakat, és felismerte, hogy Ramszesz uralkodása alatt a taniszi ág még nem is létezett. Az ásatásokat ott kezdték meg, ahol a legtöbb Ramszesz-kori cseréptörmeléket találták, Tel ed-Daba'a és Kantír környékén. Bár a felszínen nem találtak lakóhelyre utaló nyomokat, hamarosan kiderült, hogy ezen a helyen állt Avarisz és Per-Ramszesz is. Kantír, ahol Per-Ramszesz állt, Tanisztól kb. 30 km-re délre található; Tell ed-Daba'a Kantírtól kicsit délre.

## Leírása
Per-Ramszeszt nyugatról és északról a Nílus egyik ága határolta (a „Ré vizei”), délről és keletről egy csatorna (az „Avarisz vizei”), mely egy mesterséges tavat táplált. A legutóbbi becslések szerint kb. 18 km²-en terült el, 6 km hosszú és 3 km széles volt, népessége pedig elérte a 30 000-et, ezzel az ókori Egyiptom legnagyobb települései közé tartozott.
Az Anastasi-papirusz leírása szerint a fővárost négy részre osztották, és mind a négyben egy fontos istenség temploma állt: nyugaton a főistené, Ámoné, délen Széthé, akit Ramszesz családja különösen tisztelt, északon Uadzseté, aki Alsó-Egyiptom védőistennője volt, keleten pedig az ázsiai Asztartéé, akinek tisztelete kezdett Egyiptomban is elterjedni. A városban más isteneknek is épültek templomok, köztük Ptahnak és Ré-Harahtinak. Ptah temploma az Uadzseté közelében állt, míg Réé Ámonéval szemben. Radaros felmérések alapján elkészíthető a város alaprajza, eszerint Per-Ramszesz központjában nagy templom állt, a folyó mentén szabályos alaprajzú villanegyed, keleten pedig házakból és műhelyekből álló szabálytalan alaprajzú városrész terült el. Ramszesz palotája a mai Kantír település alatt feküdhetett. Bietak csapata csatornák és tavak nyomait találta meg, és Egyiptom Velencéjeként írták le a várost.
A város minden bizonnyal fényűzőnek számított, szépségéről verseket írtak. A víz közelsége lehetővé tette virágos- és gyümölcsöskertek létrehozását, a palotakomplexumhoz dísztó és állatkert is tartozott. Per-Ramszesz egyben jelentős katonai központ is volt, amint azt határközeli fekvése szükségessé tette, kiképzőközponttal, fegyverkészítő műhelyekkel és 460 lovat befogadni képes istállóval. Ezekben kis ciszternákat tártak fel, és öszvérekkel folytatott kísérletek során (Ramszesz korában a lovak a mai öszvérekkel voltak azonos nagyságúak) úgy találták, a kikötött állatok maguktól a ciszternákba ürítettek, így a padló tiszta maradt.  A kereskedelemnek köszönhetően a mükénéi, ciprusi és levantei fazekasság mesterművei érkeztek a városba, a hettitákkal kötött béke után pedig hettita fegyverkészítő mesterek segítették munkájukkal a fáraó hadseregét.

## A Bibliában
Per-Ramszeszt a Biblia is említi, mint az egyik olyan települést, melynek építésén az Egyiptomban élő zsidók dolgoztak. A Ramszesz mint helynév (héberül: רַעְמְסֵס) négyszer fordul elő a Tanakhban: Genezis 47:11; Exodus 1:11, Számok könyve 33:3,5. A Szeptuaginta az egyiptomi Ramesszu nevet Hramessêként írja át (koiné görög: ραμεσση), innen ered a latin Ramesses. A hely szinonim Gósen földjével, ahol József és leszármazottai letelepedtek. Az Exodus szerint a zsidók innen vonultak ki (Exodus 12:37). Mivel a város neve az elnéptelenedés ellenére a későbbi dinasztiák alatt sem merült feledésbe, és rövidített néven, Ramszeszként először az I. évezredben említik, a bibliai történetnek II. Ramszesz idejére való datálását nem bizonyítja. A Biblia raktárvárosként említi Ramszesz városát. Egy feltételezés szerint ez a hadsereg raktáraira utalt, melyre egy határvárosnak szüksége volt; azonban bár ez a Bibliában a vele együtt említett Pitomra igaz volt, Per-Ramszesz építője uralkodása alatt nem a határon feküdt. A város azonban építésekor magába foglalta a korábbi palotavárost, Avariszt, ahol – mivel kereskedőváros volt – valóban álltak hatalmas raktárak.
A vele együtt említett másik egyiptomi város, Pitomot (Per-Atum; Atum háza) korábban a mai Tell er-Retabaként azonosították, ami 15 km-re van Kantírtól, de Tell er-Retaba az adott időben nem volt lakott, ezért ma inkább Tell el-Maszhútával azonosítják.

## Kapcsolódó szócikk
- Mindennapi élet az ókori Egyiptomban